# Kang Dzsevon
Kang Dzsevon (Pucshon, 1965. november 30. –) dél-koreai válogatott kézilabdázó, edző. A Nemzetközi Kézilabda-szövetség választása alapján 1989-ben az év férfi kézilabdázója volt.
A dél-koreai válogatott játékosaként az 1988-as szöuli olimpián ezüstérmes volt, kétszer nyert a nemzeti csapattal Ázsia-játékokat.
Visszavonulását követően edző lett, dolgozott többek közt a kínai és a dél-koreai női szövetségi kapitányaként is.

## Pályafutása

### Játékosként
Pályafutását hazájában kezdte, 1990-ben igazolt Európába, a svájci élvonalban szereplő Grasshopper Club Zürich csapatához. Két éven át volt a zürichi klub játékosa, majd a Pfadi Winterthur együttesében kézilabdázott egészen 2002-ben bekövetkezett visszavonulásáig. Összesen nyolc alkalommal nyerte meg csapataival a svájci bajnokságot és hat alkalommal választották meg a liga legjobb játékosának.  Egy alkalommal ő volt a bajnokság gólkirálya, összességében pedig a liga történetének második leggólerősebb kézilabdázója, 2247 góllal. 2000 áprilisában a német Bundesligában szereplő THW Kiel Staffan Olsson pótlására szerette volna leigazolni, azonban családi okokra hivatkozva elutasította a szerződésajánlatot. A Bajnokok Ligájában 1997-ben és 1998-ban a negyeddöntőig jutott a Winterthurral. Viszonylagosan alanyos, 183 centiméteres magasságát súlypontemelkedésével, ruganyosságával ellensúlyozta, híres volt erős lövéseiről. 1983-tól 1994ig volt tagja Dél-Korea válogatottjának, 1988-ban olimpiai ezüstérmes volt a hazai rendezésű, szöuli olimpián és két alkalommal nyert aranyérmet az Ázsia-játékokon, egy alkalommal pedig bronzérmet vehetett át. 1984-ben Los Angelesben és 1992-ben Barcelonában is részt vett az ötkarikás játékokon, előbbi eseményen 6., utóbbin pedig 11. lett a dél-koreai csapat. Az 1986-os világbajnokságon 12. helyezést ért el a válogatottal. Utóbbi tornán 67 góllal, a szöuli olimpián pedig 49 góllal lett a torna legeredményesebb játékosa.

### Edzőként
A Pfadi Winterthurban játékosedzőként is tevékenykedett. 2001-ben a nemzetközi kupaporondon a harmadik számú kupasorozatnak számító EHF Challenge Cupban döntőbe jutott csapatával, de ott alulmaradtak a jugoszláv Jugovic Kac együttesével szemben. 2002-ben elhagyta Svájcot és Japánban lett edző a nagojai Daido Steel csapatánál. 2007-ben a kínai női válogatott szövetségi kapitányának nevezték ki. 2010 novemberében hazájában lett edző miután elvállalta a női válogatott irányítását. Irányításával a válogatott a 2012-es londoni olimpián a negyedik helyen végzett.

## Sikerei, díjai

### Játékosként
Grasshopper
- Svájci bajnok: 1990, 1991

Pfadi Winterthur
- Svájci bajnok: 1994, 1995, 1996, 1997, 1998, 2002
- Svájci Kupa-győztes: 1998
- Bajnokok Ligája-negyeddöntős: 1997, 1998

Egyéni elismerés
- Az év férfi kézilabdázója: 1989
- Hat alkalommal választották a svájci bajnokság legjobb játékosának
- Az 1988-as olimpiai játékok gólkirálya 49 góllal
- Az 1986-os világbajnokság gólkirálya 67 góllal
- Az 1996-1997-es szezonban a svájci bajnokság gólkirálya 256 góllal
- A svájci élvonal történetének második legeredményesebb játékosa 2247 góllal[9]

### Edzőként
Pfadi Winterthur
- Svájci bajnok: 2002
- EHF Challenge Cup-döntős: 2001